# Mustadfors IF
Mustadfors IF var en idrottsförening från Mustadfors i nuvarande Bengtsfors kommun i Dalsland, verksam 1906–1960 inom ett flertal idrotter. Föreningen är historiskt en av Dalslands främsta fotbollsföreningar med tio säsonger i tredje högsta serien.

## Bildande och sammanslagning
Föreningen bildades den 13 januari 1906 genom sammanslagning av Enets Skidklubb (1904) och Mustadfors Turnförening (1905). Eftersom klubben bildades fyra månader före Billingsfors IK var Mustadfors Dalslands äldsta idrottsförening. Redan 1948 påbörjades diskussioner om sammanläggning av Mustadfors med Långeds IF men planerna på sammanslagning stötte på patrull inom MIF. Den 5 september 1960 kom dock sammanslagningsplanerna att förverkligas varvid MIF och Långed upplöstes och ersattes av Dals Långeds IK.

## Idrotter
När föreningen startades stod gymnastik, skidor och skridskor på programmet. Till 1908 utökades programmet med allmän idrott och fotboll, 1925 tillkom bandy och 1934 orientering. Till 1955 anlades en ishockeybana, varvid även den idrotten kom att utövas. Mustadfors rönte stora framgångar i flera av idrotterna, bland annat hemfördes flera DM-guld, bland annat i längdskidåkning och backhoppning (det första 1917) och för juniorer i bandy 1925.

### Fotboll
Fotbollssektionen startades 1908 (notabelt är att föreningen hade ett damlag i fotboll redan på 1920-talet). Laget skulle komma att sätta avtryck även utanför Dalsland. Säsongen 1935/1936 debuterade Mustadfors i division III (den tredje högsta serien fram till 1986). Laget slutade dock hopplöst sist i nordvästra serien och åkte ur. Laget återkom till 1939/1940 och skulle komma att spela i serien fram till säsongen 1946/1947. Mustadfors vann sin division III-serie säsongen 1942/1943 men föll i kvalet till division II 1943/1944 (motsvarande dagens Superettan) mot Munkedals IF. Mustadfors noterade även två andraplatser 1941/1942 och 1946/1947 (bägge gångerna bakom IFK Åmål). På grund av en kraftig bantning av antalet division III-serier till 1947/1948 innebar dock den sista andraplatsen att laget tvingades kvalspela för att hänga kvar i trean. I kvalet ställdes man mot IK Viking men förlorade skiljematchen i Kil och degraderades. Utöver en comeback i trean 1950/1951 (då man åkte ur på sämre målskillnad än Krokslätt) spelade Mustadfors återstoden av sina säsonger i division IV.

#### Trikå
| MIF 1950 |